# فلويد نيوكيرك
فلويد نيوكيرك (بالإنجليزية: Floyd Newkirk)‏ هو لاعب كرة قاعدة أمريكي، ولد في 16 يوليو 1908 في نوريس سيتي في الولايات المتحدة، وتوفي في 15 أبريل 1976 في كلايتون في الولايات المتحدة.

## وصلات خارجية
- فلويد نيوكيرك على موقعبيزبول رفرنس.كوم (الدوري الرئيسي) (الإنجليزية)
- فلويد نيوكيرك على موقع مشجعي الرسوم البيانية (الإنجليزية)